# Bainha

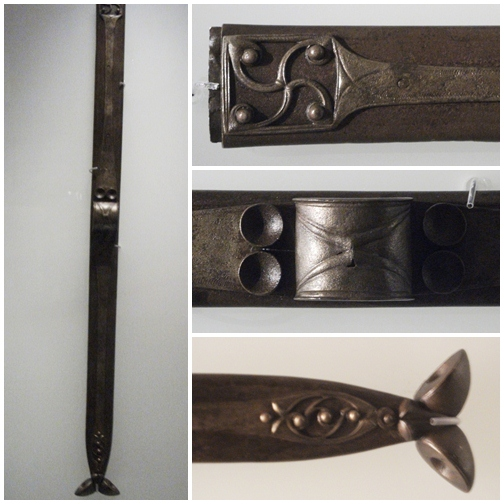
Uma bainha celta elaborada de 1-200 dC, em duas cores de bronze

Uma bainha (no contexto de armas brancas) é um estojo para segurar ou proteger uma espada, faca ou outra grande lâmina. Bainhas foram feitas de muitos materiais ao longo dos milênios, incluindo couro, madeira, e metais, tais como latão ou aço. 

## Tipos de bainhas
Mais comumente, as bainhas foram usadas suspensas em um cinto para a espada ou cinto de ombro chamado talabarte ou cinturão.

## Bainhas antigas
Bainhas de madeira eram geralmente cobertas de tecido ou couro, e versões de couro também normalmente tem acessórios metálicos para maior proteção e facilidade de transporte. As lâminas japonesas, entretanto, tipicamente têm sua borda afiada protegida por uma bainha de madeira chamada saya. Muitas bainhas como as que os gregos e romanos usavam eram pequenas e leves. Eles foram projetados para segurar a espada em vez de protegê-la. As bainhas de metal eram itens populares para uma exibição de riqueza entre as elites europeias na Idade do Ferro, e muitas vezes decorados intricadamente. Pouco se sabe sobre as bainhas do início da Idade do Ferro, devido à sua construção de madeira. No entanto, durante a Idade Média e Final da Idade do Ferro, a bainha tornou-se importante especialmente como um veículo para a elaboração decorativa. Depois de 200 aC, as bainhas eram totalmente decoradas tornaram-se raras. Um número de bainhas antigas foram recuperados de sacrifícios de armas, alguns dos quais tinham um revestimento de peles no interior. A pele foi mantida provavelmente oleosa, mantendo a lâmina livre da oxidação. A pele também permitiria um desembainha mais rápida e mais suave.

## Bainhas modernas

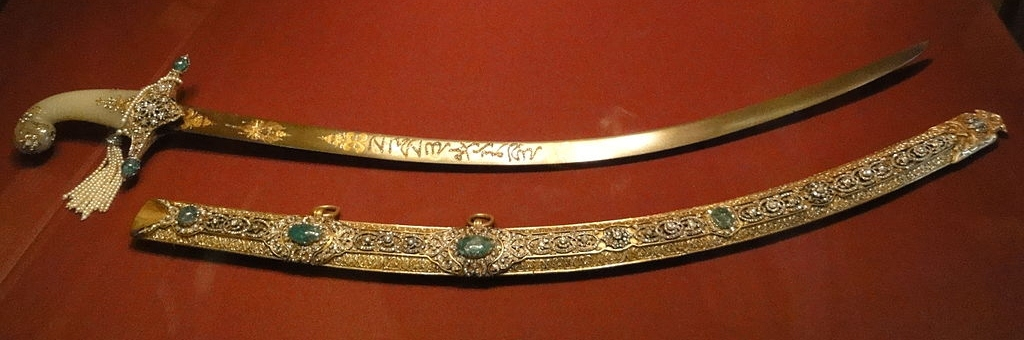
Princário sabre mogol com bainha de joias

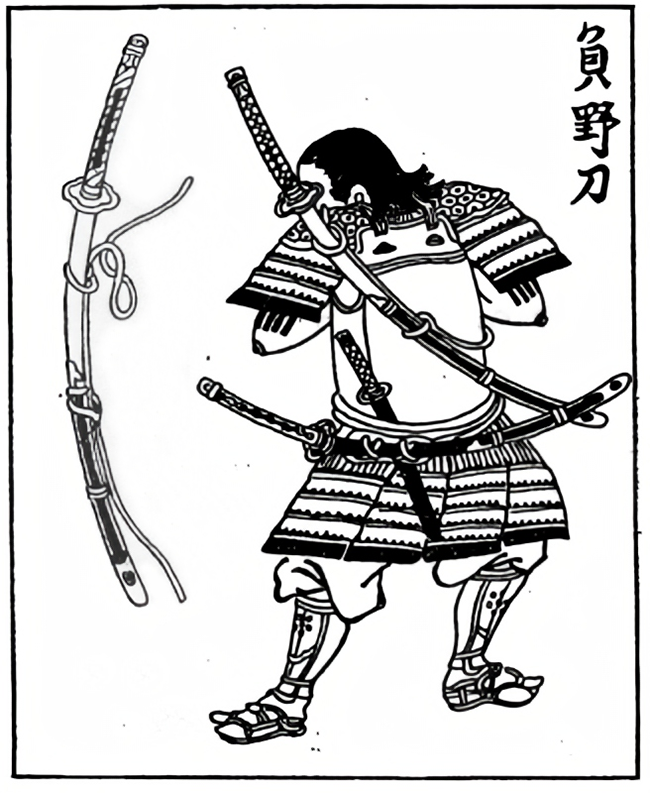
Uma cópia de bloco de madeira japonesa do período de Edo de um samurai carregando atrás um nodachi/ōdachi

As bainhas inteiramente de metal tornaram-se populares em Europa no início do século XIX e acabou substituindo a maioria dos outros tipos. O metal era mais durável do que o couro e poderia suportar melhor os rigores do uso de campo, particularmente entre as tropas montadas a cavalo. Além disso, o metal ofereceu a capacidade de apresentar uma aparência mais militar, bem como a oportunidade de exibir maior ornamentação. No entanto, as bainhas de couro nunca perderam inteiramente o gosto entre os usuários militares e foram amplamente utilizadas tão tarde quanto a Guerra Civil Americana (1861-65).
Algumas forças policiais militares, patrulhas navais de costa, polícias e outros grupos usaram bainhas de couro com uma espécie de cassetete.
As bainhas foram historicamente, embora raramente, usado nas costas com a intenção de ser rapidamente desembainhada, mas apenas por um punhado de tribos celtas, e apenas com comprimentos muito curtos de espada.[carece de fontes?] Isto porque é quase impossível desembainhar verdadeira qualquer  espada com as duas mãos, e extraordinariamente difícil de tirar a maioria das espadas de uma mão de uma bainha na parte de trás.[carece de fontes?] As representações comuns das espadas longas que são extraídas da parte traseira são uma invenção moderna, e apreciaram tal grande popularidade na ficção e na fantasia que são amplamente e incorretamente acreditadas para ter sido comum em épocas medievais.[carece de fontes?] Alguns exemplos mais conhecidos deste incluem a bainha traseira retratada no filme Coração Valente e a bainha traseira visto na série de videogame The Legend of Zelda. Há alguns dados limitados das xilogravuras e dos fragmentos textuais que os arqueiros mongóis do cavalo claro, soldados chineses, samurai japoneses, e cavaleiros europeus usaram um cinto sobre o ombro,[carece de fontes?] permitindo que as lâminas mais longas, como greatswords/zweihanders e nodachi/ódachi para ser amarrado nas costas, embora estes teriam de ser removido da parte de trás antes da espada poderia ser desembainhada.
Em "The Ancient Celts", de Barry Cunliffe, página 94, Cunliffe escreve: "Todos esses equipamentos [escudos, lanças, espadas, armaduras de correio) mencionados nos textos estão refletidos no registro arqueológico e na iconografia sobrevivente, embora às vezes seja possível detectar variações regionais, entre as Parisii de Yorkshire, por exemplo, a espada era às vezes usada nas costas e, portanto, tinha de ser desenhada sobre o ombro por trás da cabeça."

## Termos comuns
O acessório de metal onde a lâmina entra na bainha de couro ou de metal é chamado de garganta, que muitas vezes é parte de uma montagem de bainha maior, ou medalhão, que tem um anel de transporte ou viga para facilitar o uso da espada. O ponto da lâmina em bainhas de couro é geralmente protegido por uma ponta de metal, ou chape, que, em couro e bainhas de metal, é muitas vezes dada maior proteção contra o desgaste por uma extensão chamada arrasto, ou sapato.